# Prowincja Zakonu Braci Mniejszych Konwentualnych we Lwowie
Prowincja Zakonu Braci Mniejszych Konwentualnych we Lwowie – jedna z prowincji Zakonu Braci Mniejszych Konwentualnych − franciszkanów − do 1918 istniejąca na obszarze zaboru austriackiego.

## Prowincjałowie
- o. Stanisław Mach (1870)[1]
- o. Hieronim Głód (1879)[2]
- o. Innocenty Nycz (-1883)[3]
- o. Samuel Rajss (1883-1892)[4][5]
- o. Leon Noras (1892-1899)[6][7][5]
- o. Benigny Chmura (1899-1905)[8][9][5]
- o. Peregryn Haczela (1905-)[10][11][12][13]
- o. Alojzy Karwacki (1918-1924)[14][15][16][17]
- o. Peregryn Haczela (1924-)[18]
- o. Kornel Czupryk (1928-)[19][20][21][22]

## Klasztory
- Halicz
- Horyniec-Zdrój
- Jasło
- Kalwaria Pacławska
- Krosno
- Lwów
- Przemyśl
- Sanok